# Jimmie Taylor
Jimmie Taylor (Eutaw, 3 settembre 1995) è un cestista statunitense.